# Pulau Laag
Pulau Laag är en ö i Indonesien.   Den ligger i provinsen Papua, i den östra delen av landet, 3 400 km öster om huvudstaden Jakarta.